# Liocranum pulchrum
Liocranum pulchrum är en spindelart som beskrevs av Tord Tamerlan Teodor Thorell 1881. Liocranum pulchrum ingår i släktet Liocranum och familjen månspindlar. Inga underarter finns listade i Catalogue of Life.